# Manneken Pis
Manneken Pis (fil) [ˌmɑnəkə(m) ˈpɪs] (bokstavligen Liten man kissar på brysselmål, en nederländsk dialekt talad i Bryssel, även känd på franska som le Petit Julien), är ett känt landmärke i Bryssel. Det är en liten bronsfontänskulptur föreställande en naken liten pojke som kissar i fontänens bassäng.  Den ritades av Hieronymus Duquesnoy och uppfördes 1618 eller 1619.

## Läge

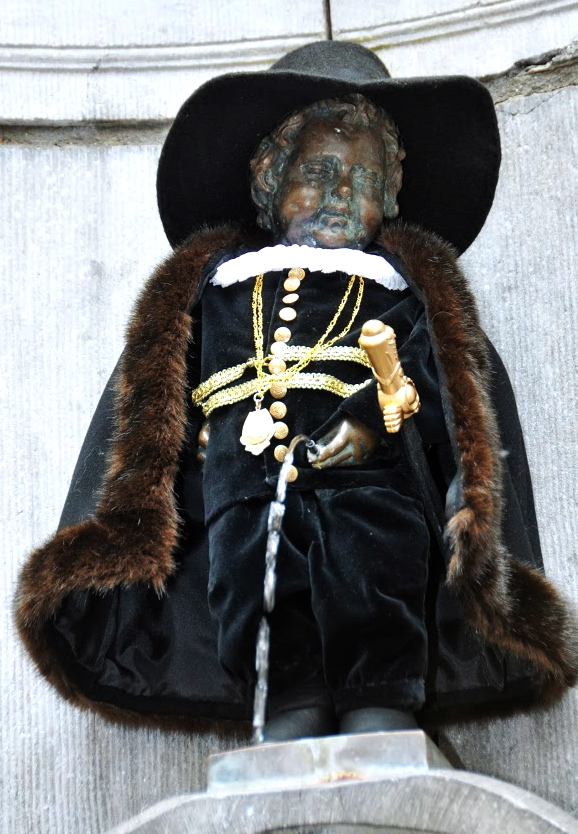
Manneken Pis klädd som Bryssels borgmästare

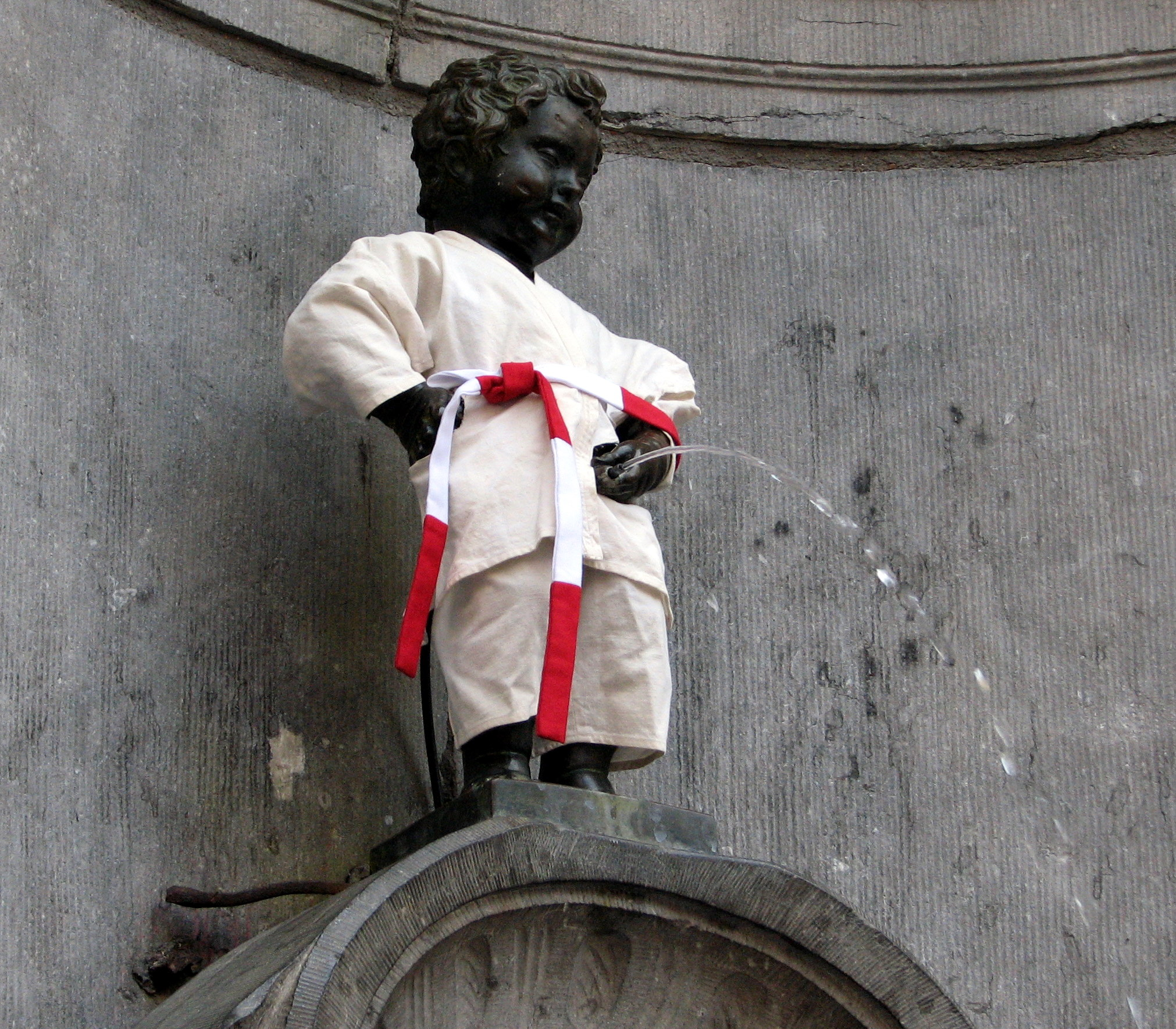
Manneken Pis i judoklädsel.

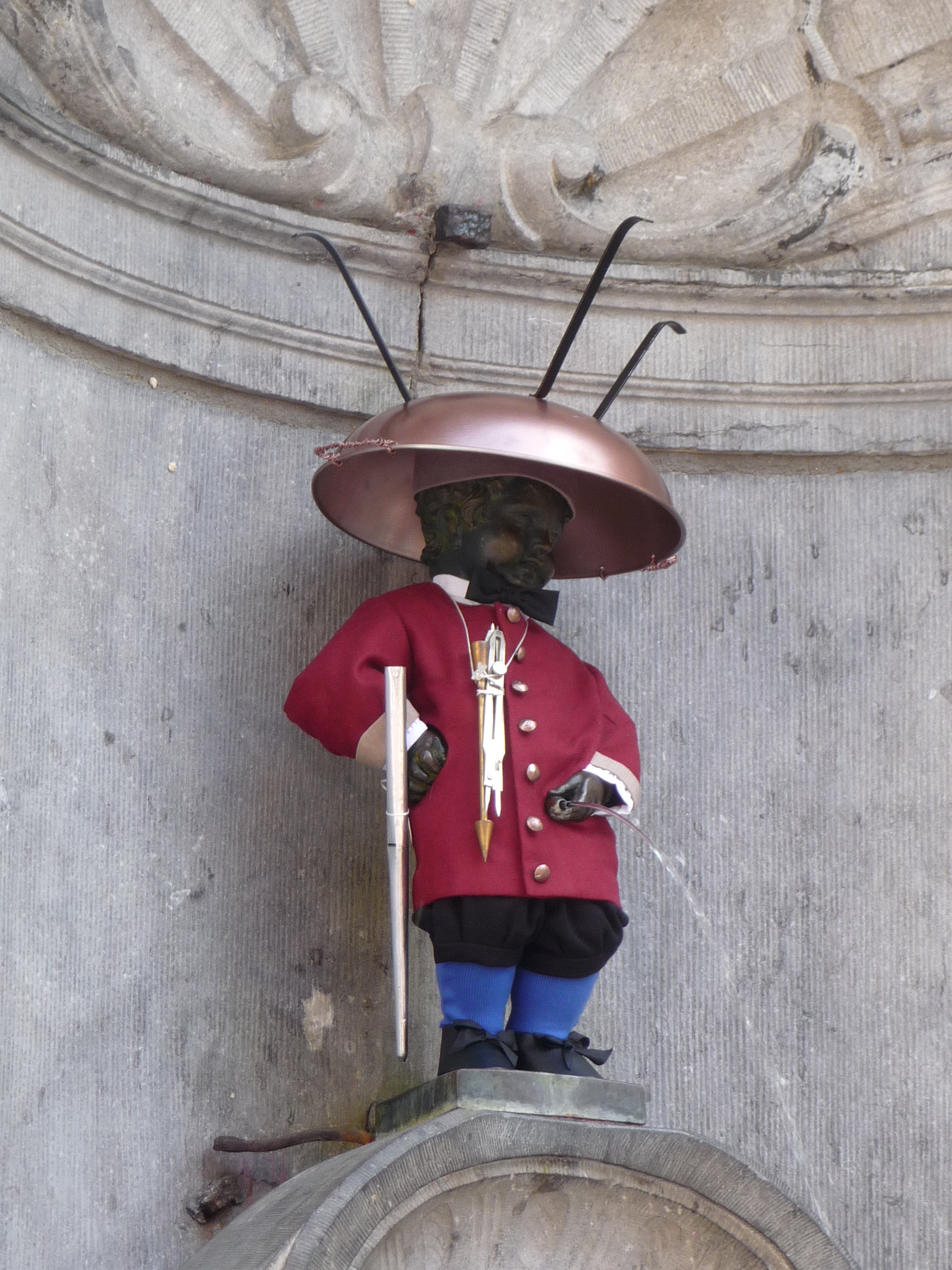
Manneken Pis klädd som en orgelbyggare (21 juni 2009)

Den kända statyn är belägen vid korsningen Rue de l'Étuve/Stoofstraat och Rue du Chêne/Eikstraat. För att hitta den tar man vänster körfält bredvid Bryssels stadshus från Grand-Place och går några hundra meter sydväst via Rue Charles Buls/Karel Bulsstraat.

## Historia och sägner
Den 61 cm höga bronsstatyn i hörnet av Rue de l'Etuve och Rue des Grands Carmes skapades 1619 av skulptören Hieronymus Duquesnoy. Figuren har upprepade gånger blivit stulen; den nuvarande statyn är från 1965. Den ursprungliga restaurerade versionen har behållits och förvaras idag på Maison du Roi/Broodhuis på Grand-Place.
Det finns flera förklaringar till uppkomsten av statyn, men den mest kända handlar om hertig Gottfrid III av Leuven. År 1142 slogs hertigens trupper mot Berthouts, lord av Grimbergen, trupper i Ransbeke (idag Neder-Over-Heembeek). Trupperna satte herrebarnet i en korg och hängde korgen i ett träd för att uppmuntra dem. Därifrån kissade pojken på Berthouts trupper, som till slut förlorade striden.
Enligt en annan sägen var Bryssel på 1300-talet under belägring av en främmande makt. Staden hade hållit sin mark under en tid, varpå angriparna utformade en plan för att placera sprängladdningar på stadsmuren. En liten pojke vid namn Julianske hade spionerat på fienden, kissade på en brinnande stubin och räddade därmed staden. Vid tidpunkten (på mitten av 1400-talet, kanske så tidigt som 1388) stod där en liknande staty gjord av sten. Statyn stals flera gånger.
En annan historia (ofta berättad för turister) berättar om en rik köpman som under ett besök i staden med sin familj tappade bort din son. Handlaren bildade hastigt en sökgrupp som gick igenom alla stadens hörn och kanter tills pojken hittades; han stod då och kissade i en liten trädgård. Handlaren lät bygga fontänen som en gåva för sin tacksamhet till lokalbefolkningen som hjälpte till i sökandet. I en liknande sägen var det en liten pojke som försvann från sin mor när de handlade på stadens handelskvarter. Kvinnan som var panikslagen över förlusten av sitt barn uppmanade alla hon kom över att leta efter barnet. Ett stadsomfattande sökning började och när äntligen barnet hittades stod han och kissade i hörnet av en liten gata. Berättelsen fördes vidare över tid och statyn restes som en hyllning till den välkända historien.
En annan sägen handlar om en pojke som hade vaknat av en brand och kunde släcka elden genom att kissa på den, vilket förhindrade att kungens slott brann ner.

## Traditioner
Statyn är klädd i kostym flera gånger i veckan enligt en offentliggjord tidtabell som publiceras på räcket runt fontänen. Hans garderob består av flera hundra olika kostymer, av vilka många kan ses i en permanent utställning inne på stadsmuseet. Kostymerna förvaltas av den ideella föreningen The Friends of Manneken-Pis (svenska: Manneken-Pis vänner), som granskar hundratals designer som lämnas in varje år och väljer ett mindre antal som ska produceras och användas.
Även om de flesta kostymerna har sitt ursprung i nittonhundratalet går traditionen med kostymer tillbaka nästan till dagen för gjutning. Den äldsta kostymen i stadsmuseet är från sextonhundratalet. Byte av dräkten på figuren är en färgstark ceremoni, ofta ackompanjerad av blåsorkestermusik. Många kostymer representerar nationaldräkter från de länder vars medborgare kommer till Bryssel som turister, andra är uniformer från olika yrken, föreningar och grenar av de civila och militära tjänsterna.
Ibland är statyn ansluten till en kagge öl. Koppar fylls upp med ölen som flödar från statyn och ges till förbipasserande.
Det finns också en staty av Manneken Pis i Tokushima, Japan, som var en gåva från den belgiska ambassaden (Tokushima är vänort med Bryssel).
1987 fick Manneken hade en kvinnlig motsvarighet, Jeanneke Pis, belägen på den östra sidan av Impasse de la Fidélité/Getrouwheidsgang och 1998 tillkom hunden Zinneke Pis.

## Kopior

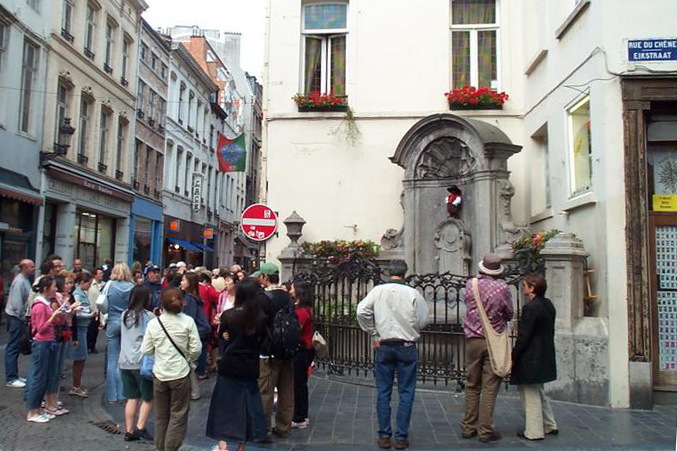
Manneken Pis omgivning, vilket ger en uppfattning om dess storlek.

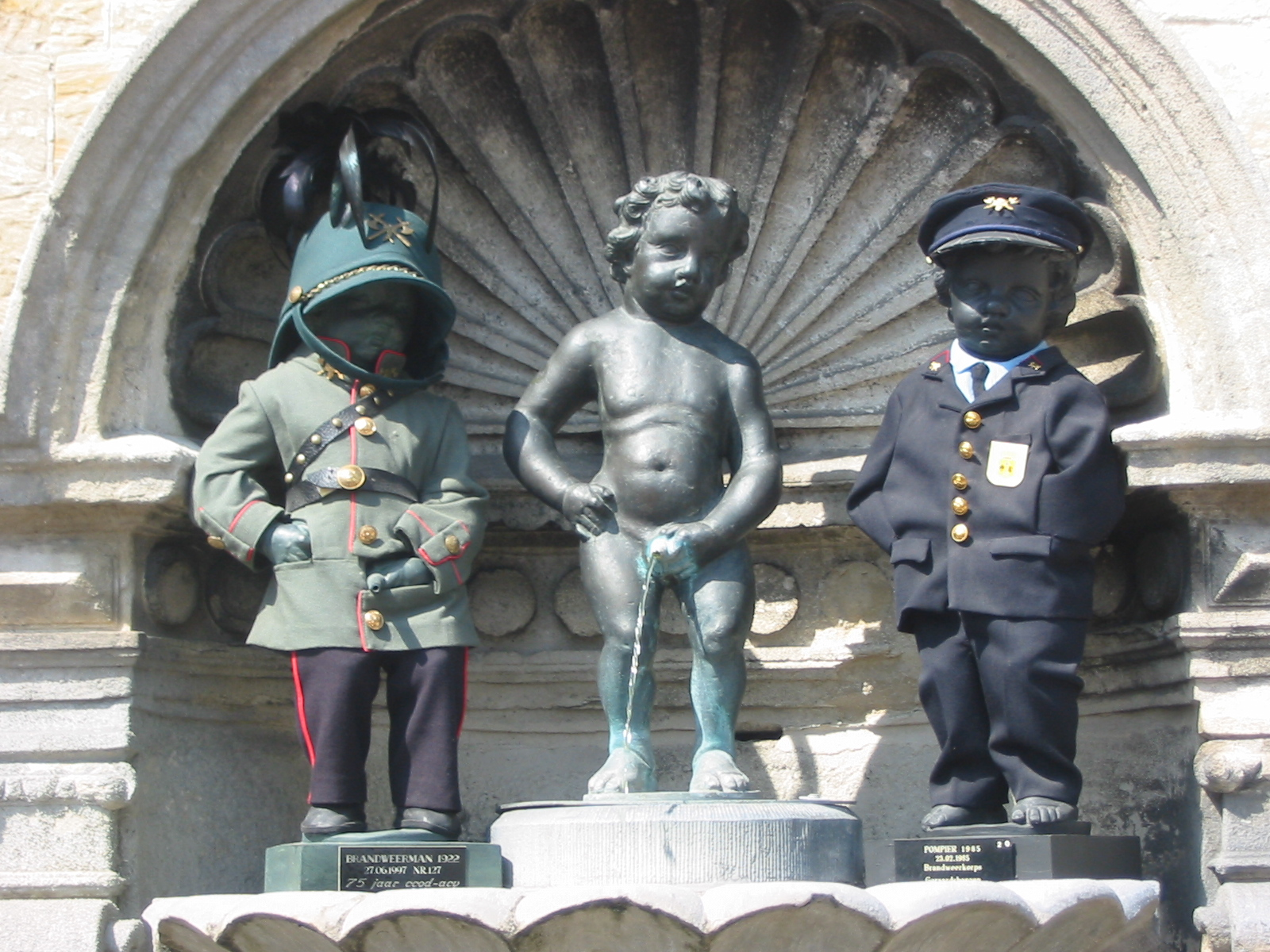
Geraardsbergens Manneken Pis konkurrerar med den i Bryssel som den äldsta.

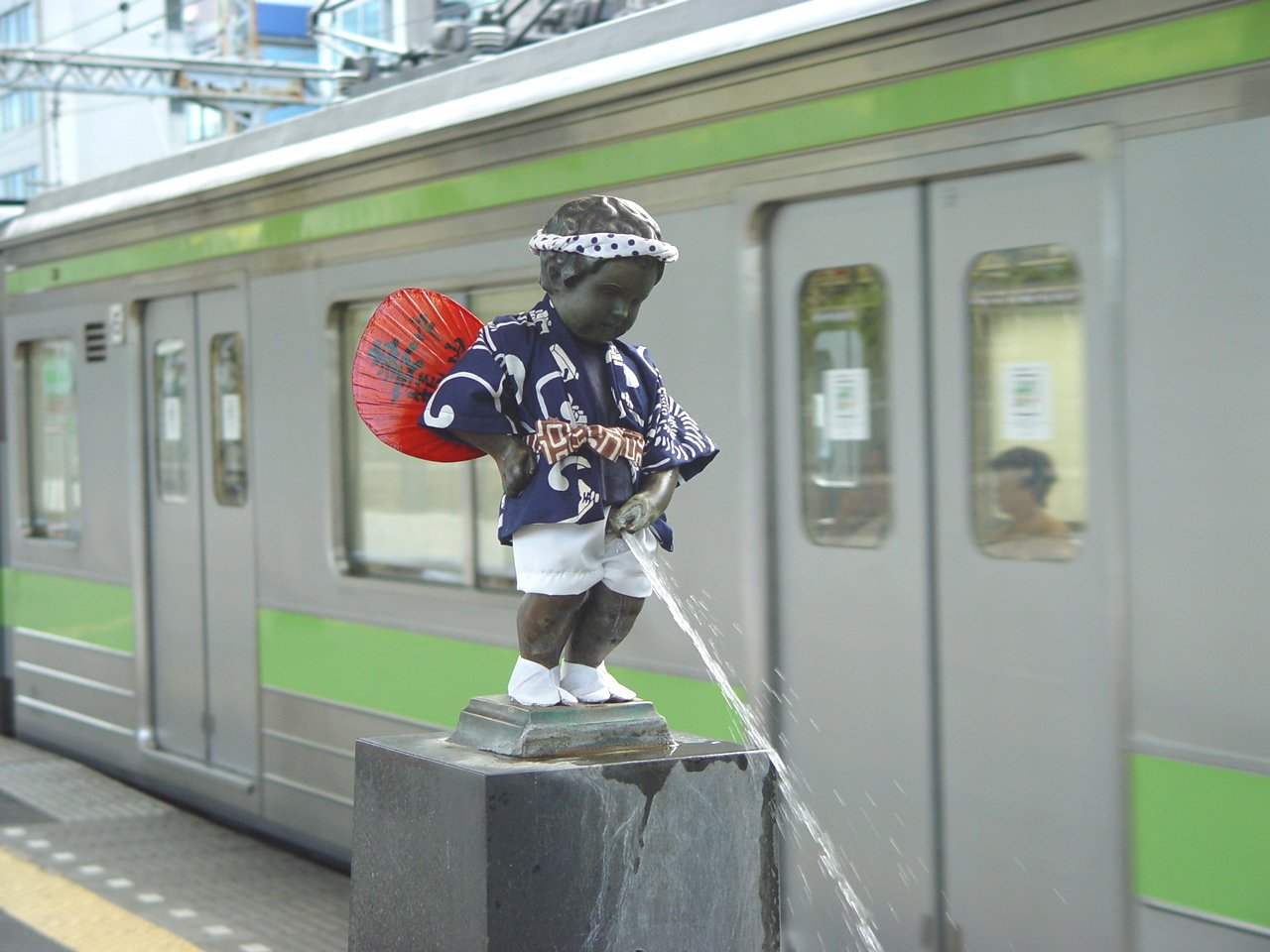
En japansk variant av Manneken Pis på en stationsplattform

Även om Manneken Pis i Bryssel är den mest kända, finns liknande statyer. Det pågår en tvist om vilken Manneken Pis som är den äldsta - den i Bryssel eller den i Geraardsbergen. Liknande statyer kan också hittas i de belgiska städerna Koksijde, Hasselt, Gent, Brygge, i staden Braine-l'Alleud (där den kallas "Il Gamin Quipiche") samt i den franskflamländska byn Broxeele.
På Bali finns det en belgisk restaurang som heter Mannekepis. De har en exakt kopia av statyn stående framför restaurangen som urinerar.
I många länder är repliker i mässing eller glasfiber vanliga trädgårdsdekorationer. Manneken Pis finns också i souvenirform som askkoppar och korkskruvar.
I september 2002 upprättade en belgiskfödd våffelmakare i Florida vid namn Assayag en kopia framför sitt våffelstånd i gallerian Orlando Fashion Square i Orlando, Florida. Han hänvisade till sägnen om "pojken som räddade Bryssel från elden genom att släcka den med sitt urin" (möjligtvis förvirrade han sägnen med en incident i Gullivers resor). Vissa chockade shoppare inkom med formella klagomål. Gallerians tjänstemän sade att våffelbutiksägaren inte följde rutinerna när han satte upp statyn och var därför i strid med sitt hyresavtal.
Det finns en liknande staty i Rio de Janeiro framför kvartalen Botafogo de Futebol e Regatas, en berömd fotbollsklubb från Brasilien. Statyn har antagits som klubbens maskot och supportrar brukar klä den med klubbens jersey efter viktiga segrar.
En fungerande kopia av Manneken Pis står på plattformen av Hamamatsuchō station i Tokyo. Statyn är en stor källa till stolthet för stationsarbetare som klär den i olika traditionella kostymer vid olika tider på året.

## I populärkulturen
En promotionsexpansion för brädspelet 7 Wonders tillåter en spelare att bygga världens åttonde underverk; Mannekin-Pis.
Manneken Pis är också namnet på en bok av Vladimir Radunsky.
I filmen Oh, vilket party! finns det en kopia av Manneken Pis i festlokalen i filmen. Denna kopia har reglerbart vattentryck, så när huvudpersonen spelad av Peter Sellers trycker på ett par knappar så ändras vattenstrålen så statyn "kissar" på en dam klädd i festklänning.
I filmen Hem dyra hem från 1986 faller huvudpersonen Walter Fielding, spelad av Tom Hanks,olyckligtvis in i ett byggområde där arbetare renoverar sina hem. I en sekvens som påminner om en Rube Goldberg-maskin  snubblar han genom ett fönster, över taket, nedanför en byggnadsställning, och slutligen in i ett sopkärl där han rullar nedför en backe och dumpas i en fontän som ligger direkt under en kopia av Manneken Pis.
I seriealbumet Asterix i Belgien gästspelar Manneken Pis som en pojke som misstänks dricka öl.